# Władysław Zych (paleontolog)
Władysław Zych (ur. 5 czerwca 1899 w Buczaczu, zm. 22 maja 1981 w Chepstow) – polski paleontolog i geolog, profesor, żołnierz AK, więzień niemieckich obozów koncentracyjnych.

## Życiorys
Urodził się 5 czerwca 1899 w Buczaczu. Jego ojcem był Franciszek Zych, polski nauczyciel, dyrektor Buczackiego gimnazium. Matką była Maria Zofia (względnie Zofia) z domu Schutt (1868–1952), członkini buczackiego oddziału Ligi Pomocy Przemysłowej. Rodzice mieli troje dzieci.
Uczęszczał do szkoły powszechnej i do gimnazjum w mieście rodzinnym. Absolwent Uniwersytetu Lwowskiego, gdzie także obronił doktorat z filozofii w 1926 oraz pracował jako asystent paleontolog. Był docentem na Wydziale Matematyczno-Przyrodniczym Uniwersytetu Jana Kazimierza we Lwowie. Habilitację uzyskał w 1937, a tytuł profesora w 1940. Głównym tematem badawczym Zycha były dewońskie ryby pancerne i bezżuchwowce, które badał na Podolu.

W czasie wojny polsko-bolszewickiej walczył na froncie jako ochotnik, potem również jako ochotnik walczył w III powstaniu śląskim, gdzie został ranny. W Wojsku Polskim został awansowany na stopień porucznika rezerwy piechoty ze starszeństwem z 1 września 1922. Po wybuchu II wojny światowej działał w podziemiu (pseudonimy: Szary, Dr Falko, Marian Czerkawski) i był przedstawicielem Delegatury Rządu RP na obszar lwowski. Działał w komendzie ZWZ we Lwowie. W 1943 został aresztowany przez Niemców i wysłany do obozu Auschwitz-Birkenau, a następnie do Dachau, w którym przebywał do końca wojny. 

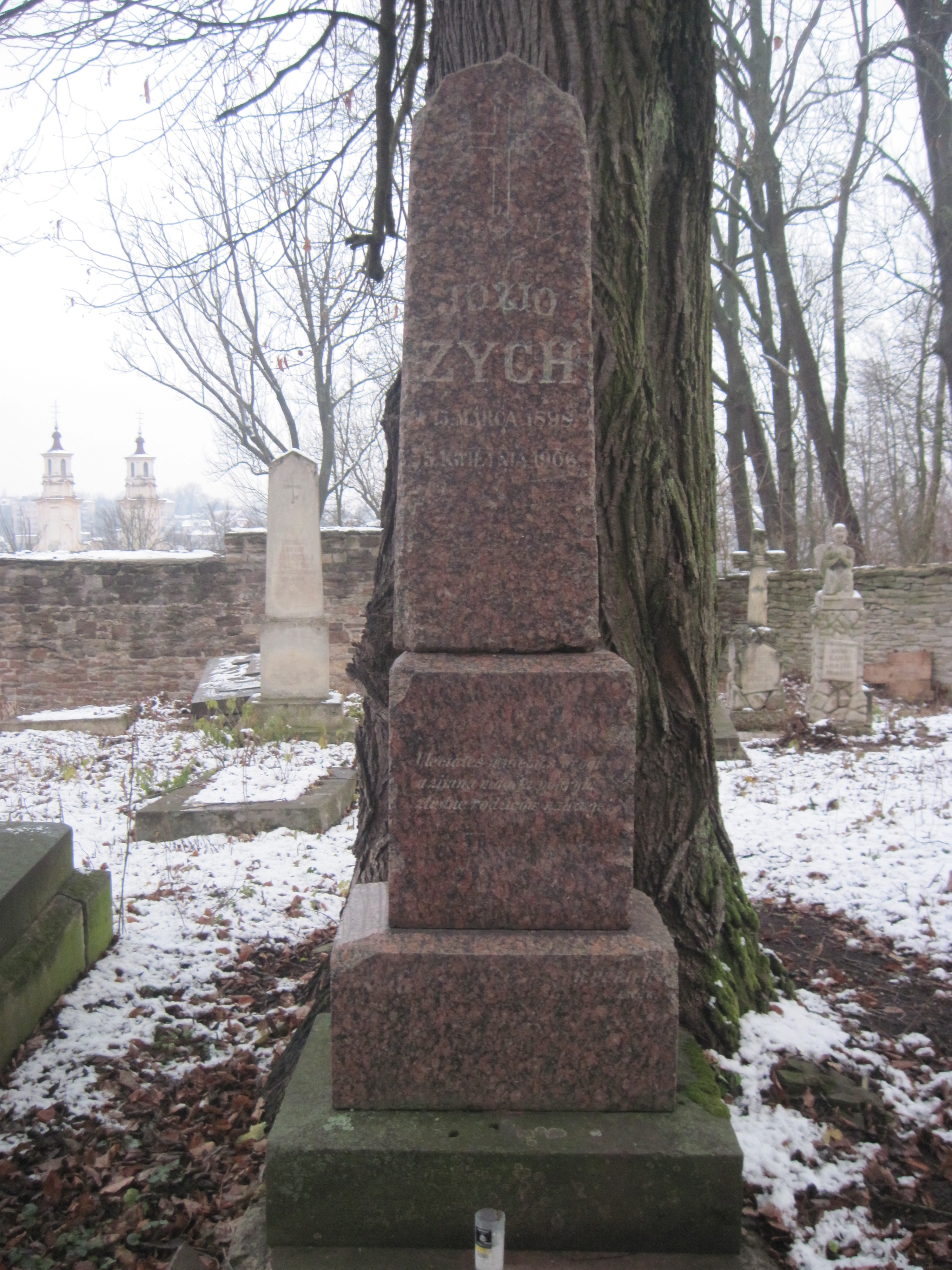
Nagrobek Józia Zycha na cmentarzu miejskim w Buczaczu

Po wojnie nie wrócił do zawodu z powodu utraty zdrowia w obozach. Pozostał na emigracji, mieszkał w Walii, w Hereford, gdzie był wychowawcą młodzieży, działał w polskim harcerstwie, prowadząc stanicę.
Zmarł 22 maja 1981 w szpitalu w Chepstow. Został pochowany na cmentarzu w Hereford.

## Publikacje
- Old-Red podolski. Prace PIG, 1927, 2 (1)
- Fauna ryb dewonu i downtonu Podola. Pteraspidomorphii: Heterostraci. 1931, Lwów.
- Cephalaspis kozlowskii n.sp. z downtonu Podola. Arch. nauk, 9, 1936.

## Ordery i odznaczenia
- Złoty Krzyż Zasługi (15 marca 1939)[5]
- Śląski Krzyż Powstańczy
- Złoty Krzyż Rycerski I klasy Orderu Wazów (Szwecja)